# Square de Boston
Le square de Boston est un square du centre-ville de la commune française de Laval. 

## Situation et accès
Il se trouve au nord de la place du 11-Novembre, à laquelle il est relié par le Cours de la Résistance. Il est par ailleurs fermé à l'ouest par la rue du Vieux-Saint-Louis et il est séparé de la rive de la Mayenne par le quai Gambetta.
Le square de Boston accueille diverses manifestations annuelles, comme le marché de Noël et la foire des Angevines de Pâques.

## Origine du nom
Le square reçoit son nom actuel après le jumelage entre Laval et Boston conclu en 1958.

## Historique
Le square est aménagé dans les années 1860 par Killian, un paysagiste angevin, sur des terrains non constructibles qui avaient été dégagés par la déviation vers l'est du cours de la Mayenne au début du XIXe siècle. En effet, le lit de celle-ci se trouvait auparavant à l'emplacement de la rue du Vieux-Saint-Louis et du Cours de la Résistance. Le square s'appelle à l'origine « Promenade de Changé » et il se prolonge jusqu'à la place du 11-Novembre par l'actuel Cours de la Résistance, qui a conservé ses alignements d'arbres mais dont les allées ont été remplacées par un axe de circulation automobile.
L'espace est totalement remanié en 2011 : les platanes d'origine sont coupés et le square reçoit un aspect contemporain. Il est depuis divisé en trois espaces, une esplanade avec des bacs amovibles qui accueille les manifestations, une partie en pelouse avec une aire de jeux, et un gradin qui descend au bord de la Mayenne.

## Bâtiments remarquables et lieux de mémoire
Le square possède un kiosque à musique de 1879. 